# Bald Knob, Arkansas
Bald Knob är en ort i White County, Arkansas, USA.